# Allende (Veracruz)
Allende, conocido popularmente como Villa Allende, es la localidad más importante del municipio de Coatzacoalcos, Veracruz, México, le siguen la localidad de Mundo Nuevo y Localidad 5 de Mayo. Se ubica sobre el margen derecho de la desembocadura del río Coatzacoalcos.

## Localización y demografía

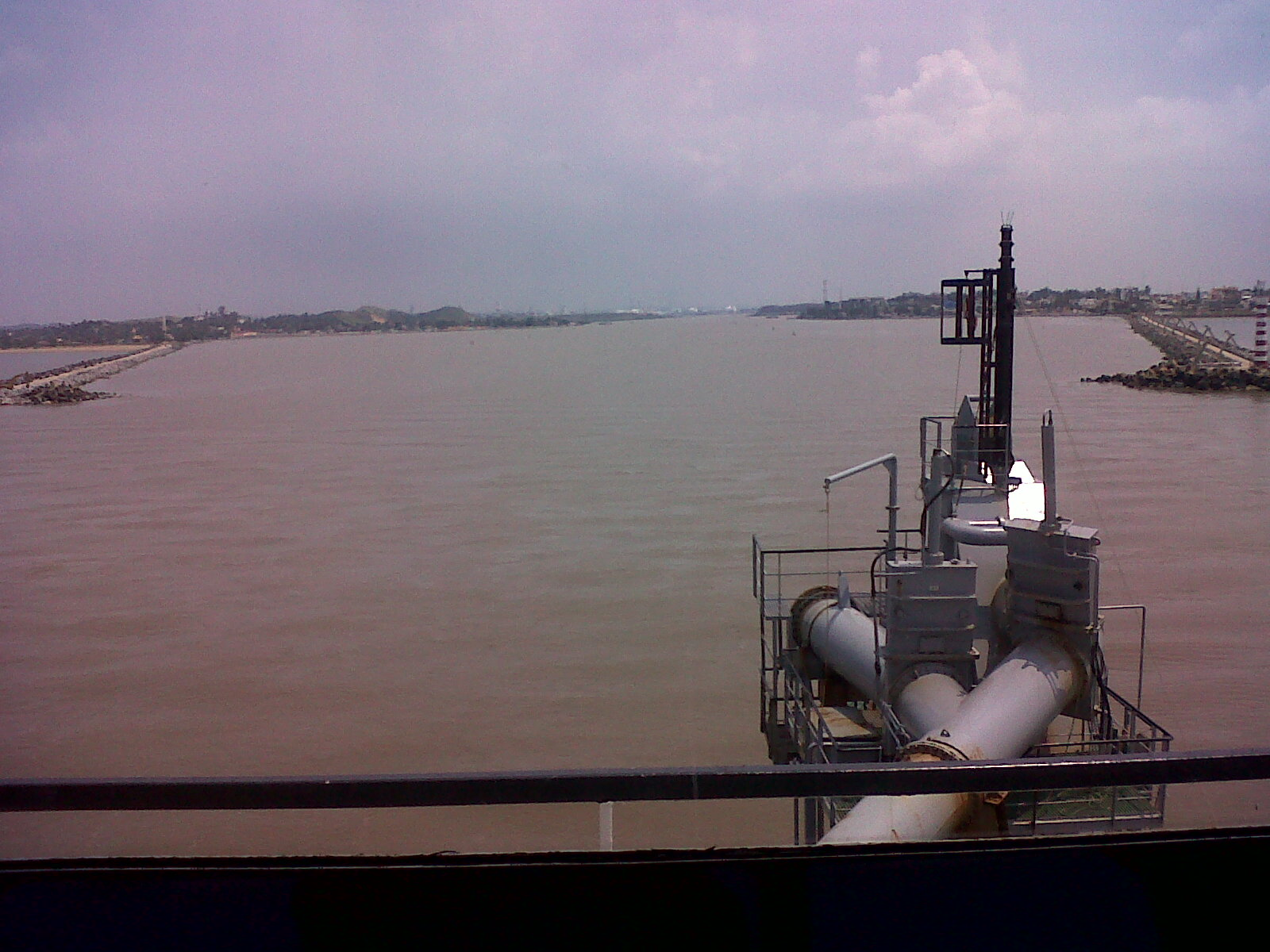
Entrada a la desembocadura del río Coatzacoalcos. A la izquierda Allende y a la derecha Coatzacoalcos.

Allende se encuentra localizado en la margen derecha del río Coatzacoalcos en su desembocadura en el Golfo de México, frente a la ciudad de Coatzacoalcos que se encuentra en la margen izquierda del mismo río y con la cual forma una conurbación. Sus coordenadas geográficas son 18°07′59″N 94°22′52″O / 18.13306, -94.38111 y su altitud es de 9 metros sobre el nivel del mar.
De acuerdo al Censo de Población y Vivienda realizado en 2010 por el Instituto Nacional de Estadística y Geografía la población total de Allende es de 56 620 habitantes.
En esta misma localidad se encuentra el primer túnel sumergido de toda Latinoamérica, cruza por debajo del río Coatzacoalcos,  1100 metros de largo.

## Instalaciones petroleras
En Allende y sus inmediaciones se encuentran ubicadas varias instalaciones industriales del ramo petroquímico, entre ellas tres de las principales instalaciones petroleras de la empresa estatal Petróleos Mexicanos y que son la Terminal logística Pajaritos, el Complejo petroquímico Pajaritos y el Complejo petroquímico Morelos; que proporcionan empleo a personal de toda el área metropolitana de Coatzacoalcos y Minatitlán.
El Complejo petroquímico Cangrejera se encuentra en la localidad vecina de Mundo Nuevo.